# Nunciella badia
Nunciella badia is een hooiwagen uit de familie Triaenonychidae.